# Spectrochimica Acta
Spectrochimica Acta ist eine wissenschaftliche Fachzeitschrift, die Artikel aus dem Bereich analytischen Chemie veröffentlicht und heute vom Elsevier-Verlag in den Sprachen englisch, französisch und deutsch (mit Zusammenfassungen auf Englisch) veröffentlicht wird. Der Name „Spectrochimica Acta“ ist heutzutage eigentlich nicht mehr gebräuchlich, da die Zeitschrift bereits 1967 in zwei Teile gesplittet wurde, nämlich Spectrochimica Acta Part A: Molecular and Biomolecular Spectroscopy und Spectrochimica Acta Part B: Atomic Spectroscopy. Die Part A hieß bis 1995 „Spectrochimica Acta Part A: Molecular Spectroscopy“.
Die erste Ausgabe der „Spectrochimica Acta“ war im Jahr 1939.

## Spectrochimica Acta Part A
Die Zeitschrift „Spectrochimica Acta Part A: Molecular and Biomolecular Spectroscopy“ (früher „Spectrochimica Acta Part A: Molecular Spectroscopy“) erscheint derzeit fünfzehnmal im Jahr. Sie behandelt die Themen Molekül- bzw. Biomolekülspektroskopie, mit Schwerpunkt auf Elektronen-, Vibrations- und Rotationsspektren (eher weniger auf elektronische Wechselwirkungen oder magnetischen Momenten).
Der Impact Factor nach dem Journal Citation Reports lag im Jahr 2019 bei 3,232. Die Zeitschrift wurde 2012 in der Statistik des Science Citation Index an 18. Stelle von 43 Journals in der Kategorie „Spektroskopie“ geführt.
Chefredakteure sind derzeit Malgorzata Baranska (Jagiellonen-Universität), J. M. Bowman (Emory University), Sylvio Canuto (Universidade de São Paulo), Christian W. Huck (Universität Innsbruck), Judy Kim (University of California, San Diego), Huimin Ma (Chinesische Akademie der Wissenschaften), Siva Umapathy (Indian Institute of Science).

## Spectrochimica Acta Part B
Die Zeitschrift „Spectrochimica Acta Part B: Atomic Spectroscopy“ veröffentlicht Artikel im Themenbereich Spektroskopie, wie zum Beispiel: AAS, AES, AFS, LIS, MS und XRF/TXRF.
Der Impact Factor nach dem Journal Citation Reports lag im Jahr 2019 bei 3,086. 2012 belegte sie in der Statistik des Science Citation Index Platz 8 von 43 Journals in der Kategorie „Spektroskopie“ und lag somit zehn Plätze vor der Spectrochimica Acta Part A.
Chefredakteure sind derzeit Margaretha de Loos-Vollebregt (Universität Gent) und Alessandro De Giacomo (Universität Bari).